# Partido Comunista Brasileiro Revolucionário (2024)
O Partido Comunista Brasileiro Revolucionário (PCBR) é uma agremiação política de orientação marxista-leninista, fundada em meados de 2024 a partir de uma cisão no Partido Comunista Brasileiro (PCB).
Durante o XVII Congresso Extraordinário do PCB–Reconstrução Revolucionária, realizado entre 29 de maio e 2 de junho de 2024, os delegados aprovaram um novo programa e formalizaram a adoção do nome Partido Comunista Brasileiro Revolucionário. Entre os fundadores do PCBR estavam os militantes Jones Manoel, Ivan Pinheiro, Gustavo Gaiofato e Gabriel Lazzari, que participaram do processo de consolidação do partido como continuidade do legado do PCB, afirmando a linha da Reconstrução Revolucionária com o objetivo de avançar na luta pelo socialismo-comunismo no Brasil.

## História
Em 2023, divergências estratégicas e políticas dentro do PCB levaram à ruptura entre militantes. Segundo documentos do PCBR, a maioria do Comitê Central do PCB rejeitou uma convocação para o XVII Congresso e passou a impor por expulsões de membro. Em reação, os militantes favoráveis à linha da Reconstrução Revolucionária organizaram o Movimento Nacional em Defesa da Reconstrução Revolucionária do PCB (PCB–RR). Como previsto no estatuto partidário, comitês que representavam a maioria da base elegeram uma comissão organizadora para convocar o congresso extraordinário, dissolvendo a antiga direção. No XVII Congresso (Extraordinário) do PCB–RR (maio–junho de 2024), os delegados definiram os novos princípios do partido, elegeram um Comitê Central e, em 2 de junho de 2024, adotaram formalmente o nome PCBR. Desde então, o PCBR considera-se o sucessor político da vertente marxista-leninista do PCB, dando continuidade aos congressos anteriores daquele partido e à luta do proletariado brasileiro.

### Ideologia e programa político
PCBR se define explicitamente como marxista-leninista, vendo-se como “instrumento da luta pela hegemonia do proletariado no rumo da revolução socialista. Seu programa reafirma que apenas a expropriação dos capitalistas e a reorganização socialista da sociedade podem resolver as contradições do sistema – rejeitando qualquer etapa intermediária entre o capitalismo dependente brasileiro e a ditadura do proletariado. O partido reivindica a dominação política e social do proletariado, propondo confiscar todo o poder político e os meios de produção do grande capital. Nos combates parciais, o PCBR afirma intervir defendendo objetivos revolucionários de emancipação do conjunto da humanidade. Em sua estratégia, destaca-se a formação de uma frente anticapitalista e anti-imperialista, que reúna todos os movimentos de massa de esquerda orientados ao socialismo – unificando trabalhadores e setores oprimidos contra o Estado burguês e o imperialismo . Para o PCBR, não existe etapa intermediária capaz de emancipar verdadeiramente a classe trabalhadora: tanto o “programa mínimo” de reivindicações — redução da jornada, estabilidade no emprego, proibição de demissões sem justa causa — quanto o “programa máximo” — expropriação dos grandes meios de produção e instauração da ditadura do proletariado — formam um todo orgânico, pois nenhuma defesa parcial de direitos pode prosperar sem questionar radicalmente a propriedade privada capitalista .
A independência política absoluta do proletariado é, a seus olhos, condição indispensável para a hegemonia revolucionária. Assim, o PCBR rejeita alianças que não sejam estritamente anticapitalistas e classistas, entendendo que qualquer colaboração com forças pequeno‑burguesas ou com aparatos estatais burgueses dilui a consciência de classe e abre espaço para o rebaixamento de objetivos. Nas lutas cotidianas — seja por moradia, transporte público ou salário digno — o partido atua com as bandeiras específicas dos trabalhadores, mas sempre apontando como horizonte a derrubada do Estado burguês e a socialização dos meios de produção.
No plano estratégico, o PCBR situa o Brasil como um país subalterno na cadeia imperialista global, moldado desde a colonização por dinâmicas de exportação de matérias‑primas e dependência de capitais externos. A crise estrutural do capitalismo financeiro, vivida desde 2008, aprofundou as contradições interimperialistas e trouxe à tona a adversidade de classes em escala mundial. Nesse contexto, a estratégia socialista do partido não contempla “passos intermediários” em direção ao reformismo: cada conquista parcial deve servir não para sacramentar concessões, mas para fortalecer a capacidade organizativa e a consciência revolucionária das massas.
Por fim, o PCBR propõe, imediatamente após a tomada do poder pelos trabalhadores, o confisco de bancos e monopólios, a estatização sob controle operário e a planificação centralizada da economia, combinando mecanismos de mercado regulado com a participação direta dos trabalhadores nas decisões econômicas. Ao mesmo tempo, apoia políticas de transição que preservem meios de subsistência dos pequenos produtores e autônomos, integrando-os gradualmente ao novo regime socialista. Educação, saúde e cultura são concebidas como direitos universais, orientados pela formação política e científica de quadros para assegurar a perenidade de uma sociedade sem classes.

## Organização interna e estatuto

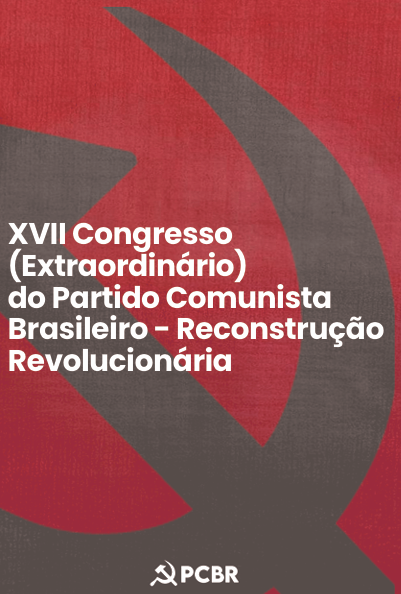
Resoluções do XVII Congresso (Extraordinário) do PCB-RR

O estatuto aprovado no XVII Congresso define a estrutura hierárquica e as regras de filiação do PCBR. Pode-se destacar: (a) filiação – exige-se que o militante aceite o programa e o estatuto, participe de ao menos um organismo partidário e contribua regularmente com as finanças do partido (pagando mensalidades)e; (b) Congresso – o Congresso do Partido é o órgão máximo, convocado ordinariamente a cada três anos ou extraordinariamente pelo Comitê Central. O Congresso aprova o balanço de atividades, as resoluções partidárias para o próximo período e elege o Comitê Central. Seu estatuto prevê que, caso comitês locais que representem a maioria da militância exijam um congresso extraordinário e o Comitê Central se recuse, esses comitês podem eleger uma comissão organizadora para convocá-lo e dissolver a direção vigente. (c) Comitê Central – órgão dirigente entre congressos, responsável por executar as decisões do Congresso, dirigir o plano de ação nacional, representar o partido em nível nacional e internacional e coordenar a imprensa oficial. O CC pode cooptar membros por maioria qualificada. (d) Uniões e Comités Locais – existem instâncias intermediárias (Uniões de Comitês Locais) por estado/região, comitês locais por cidade/região e células de base (por local de trabalho, estudo ou comunidade), conforme necessidade. Esses órgãos executam o Plano de Ação descentralizado e contêm comissões de juventude. Em São Paulo, por exemplo, existem frações partidárias específicas, como a fração secundarista (para estudantes de escola secundária) e a fração de trabalhadores da educação. O método de funcionamento de todos os órgãos é o centralismo democrático: admite-se ampla liberdade de crítica interna, desde que não prejudique a unidade na ação decidida pelo partido. O PCBR dispõe também de uma organização juvenil associada, a União da Juventude Comunista (UJC).

## Atuação recente e frentes de militância

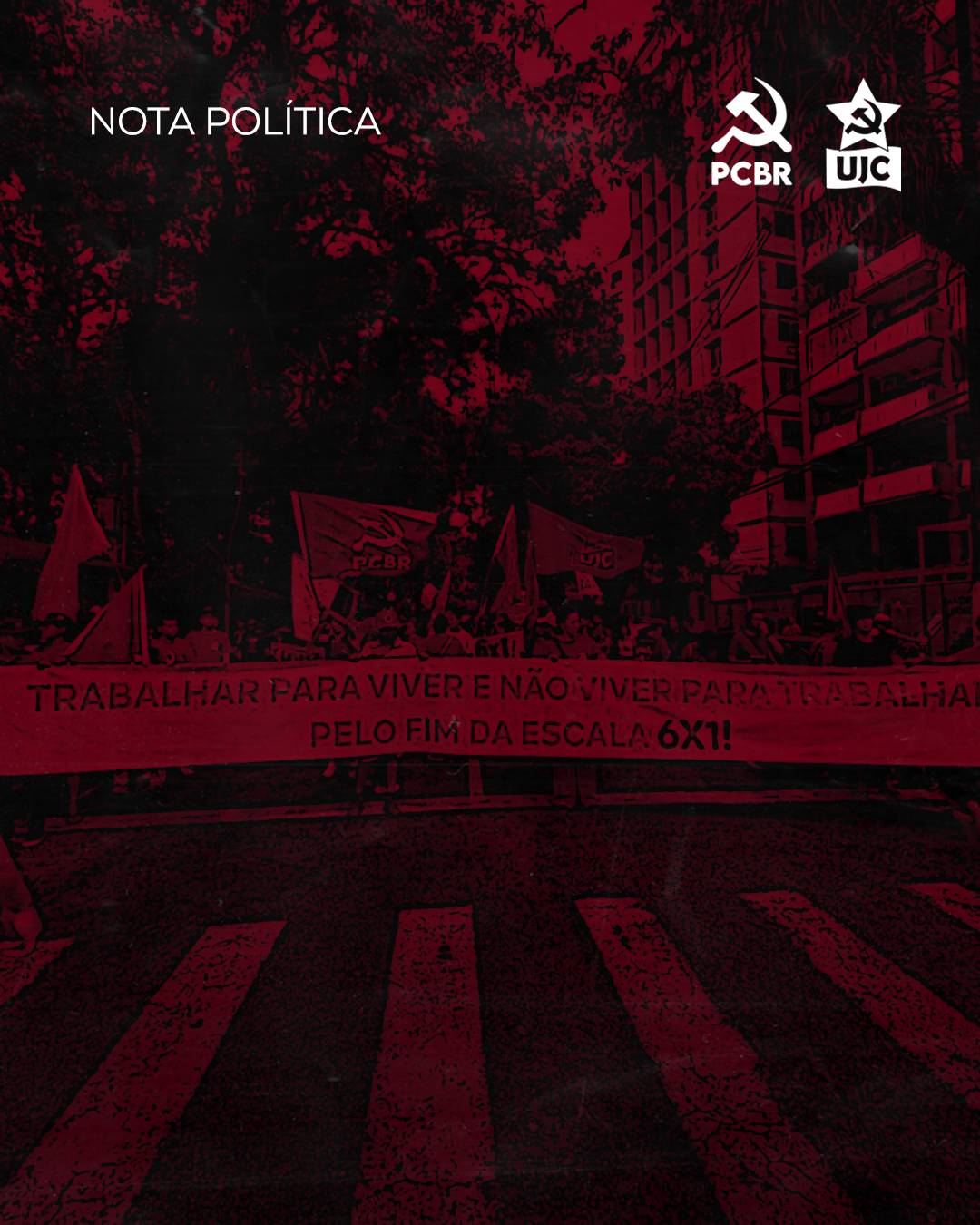
manifestações do dia 1º de Maio participação PCBR e UJC

O PCBR concentra sua militância principalmente em frentes de classe, estudantes e comunistas. O partido publica regularmente notas políticas e análises sobre lutas sociais. Em maio de 2025por exemplo, o PCBR convocou os trabalhadores brasileiros a participarem das manifestações do Dia do Trabalhador, destacando as históricas reivindicações por redução da jornada e contra abusos como a “escala 6×1”. No movimento estudantil e educacional, o PCBR tem se posicionado ativamente: em junho de 2024 seu comitê regional em São Paulo lançou uma nota conjunta (fração secundarista e de trabalhadores da educação) chamando estudantes e professores a se unirem contra a militarização das escolas estaduais. Na esfera sindical, o partido analisa campanhas salariais e greves: numa publicação de 2024 sobre a campanha dos bancários, o PCBR assinalou que dezenas de sindicatos rejeitaram a proposta patronal e deflagraram estados de greve impulsionados pelas bases – formando uma “oposição sindical bancária” na Bahia, o PCBR e a UJC têm divulgado notas solidárias em questões globais; por exemplo, repudiaram publicamente pressões imperialistas sobre o Brasil e defenderam a causa palestina, mantendo uma linha nitidamente anti-imperialista.

## Polêmicas
O PCBR (Partido Comunista Brasileiro Revolucionário), fundado em 2024 após dissidências no PCB, enfrenta críticas por sua criação e atuação. Ivan Pinheiro, ex-secretário-geral do PCB, afastou-se do partido por considerar que a decisão de fundar um "novo partido revolucionário" (PCBR) rompeu com o projeto inicial de um "Movimento Nacional pela Reconstrução Revolucionária do PCB" (PCB-RR). Essa mudança, aprovada por margem mínima no XVII Congresso do PCB, teria isolado o grupo de outras organizações revolucionárias e abandonado o diálogo com militantes históricos.
O PCB afirma que o PCBR nasceu de uma dissidência que rompeu com o Movimento Nacional pela Reconstrução Revolucionária (PCB-RR), projeto aprovado em instâncias partidárias para renovar o comunismo brasileiro. A fundação do PCBR em 2024 teria traído esse objetivo ao priorizar a criação de um "partido paralelo" em vez de reconstruir internamente o PCB, desconsiderando processos democráticos e históricos.
Em julho de 2025, a Meta (controladora de Instagram e Facebook) removeu sem aviso os perfis do historiador e militante do PCBR Jones Manoel, que somavam mais de 1 milhão de seguidores. A empresa alegou violação de políticas de comunidade, mas não detalhou o conteúdo infrator, gerando críticas sobre censura seletiva.